# Marian Król
Marian Król (ur. 16 lipca 1939 w Brodziszewie, zm. 15 marca 2024) – polski polityk i agronom, poseł na Sejm PRL IX kadencji oraz na Sejm RP II kadencji, wojewoda poznański w latach 1981–1986.

## Życiorys
Pochodził z rodziny rolników prowadzących gospodarstwo rolne w Brodziszewie. Ukończył studia w Wyższej Szkole Rolniczej w Poznaniu, uzyskał następnie stopień doktora nauk rolniczych w Szkole Głównej Gospodarstwa Wiejskiego w Warszawie.
W latach 1979–1981 był dyrektorem oddziału wojewódzkiego Powszechnego Zakładu Ubezpieczeń. Od 26 października 1981 do 9 stycznia 1986 sprawował urząd wojewody poznańskiego. Był także etatowym pracownikiem Zjednoczonego Stronnictwa Ludowego, m.in. kierował jego strukturami w województwie. Pełnił mandat posła na Sejm PRL IX kadencji z ramienia ZSL oraz na Sejm RP II kadencji, wybranego w okręgu poznańskim z ramienia Polskiego Stronnictwa Ludowego. Z listy PSL ubiegał się bezskutecznie o reelekcję w wyborach w 1997. Z Polskiego Stronnictwa Ludowego odszedł w 1998 do założonej przez Romana Jagielińskiego Partii Ludowo-Demokratycznej (był m.in. honorowym przewodniczącym jej regionu wielkopolskiego).
Później związany z działalnością biznesową, był m.in. prezesem zarządu Rolniczego Towarzystwa Kredytowego. Zainicjował powstanie Wielkopolskiej Fundacji Żywnościowej. Sprawował obowiązki prezydenta Towarzystwa im. Hipolita Cegielskiego.
Należał do Towarzystwa Pamięci Powstania Wielkopolskiego 1918/1919. Był wielkim przeorem Polski oraz X wielkim mistrzem Orderu Świętego Stanisława (który w 1979 został ustanowiony przez samozwańczego prezydenta Juliusza Nowinę Sokolnickiego).
Został pochowany na cmentarzu parafialnym w Mosinie.

## Odznaczenia i wyróżnienia
- Krzyż Komandorski Orderu Odrodzenia Polski (2004)[10]
- Krzyż Oficerski Orderu Odrodzenia Polski
- Krzyż Kawalerski Orderu Odrodzenia Polski
- Złoty Krzyż Zasługi
- Srebrny Krzyż Zasługi
- Złoty Medal „Za zasługi dla obronności kraju”
- Srebrny Medal „Za zasługi dla obronności kraju”
- Złoty Medal „Za Zasługi dla Pożarnictwa”
- Srebrny Medal „Za Zasługi dla Pożarnictwa”
- Brązowy Medal „Za Zasługi dla Pożarnictwa”
- Łańcuch Krzyża Wielkiego Orderu Świętego Stanisława
- Odznaka Honorowa „Wierni Tradycji” przyznana przez Towarzystwo Pamięci Powstania Wielkopolskiego 1918/1919[11]